# COM (revista)
COM fue una revista de manga iniciada a finales de los años 1960 por Osamu Tezuka. Comenzó como respuesta al éxito de Garo magazine, haciendo que otros artistas tuvieran una ventana para mostrar sus trabajos de manga. Las primeras siete historias de Phoenix fue el trabajo más famoso publicado en la revista antes de la mitad de la década de 1970. 
Además, la famosa mangaka Murasaki Yamada hizo su primer trabajo para esta revista.
- Datos: Q1024011